# Геохемија
Под називом геохемија подразумева се изучавање састава Земље и других планета, хемијских процеса и реакција које су одговорне за састав стена и тла, као и кружење (миграција) материје и енергије које транспортују Земљине хемијске компоненте у времену и простору, и њихову интеракцију са хидросфером и атмосфером.‍:1 У оквиру географије, геохемија се проучава као гранична дисциплина, на међи са хемијом. Област геохемије се протеже изван Земље, обухватајући читав Сунчев систем, и дала је важан допринос разумевању низа процеса, укључујући конвекцију плашта, формирање планета и порекло гранита и базалта.‍:1 То је интегрисано поље хемије и геологије.
Најважнија поља геохемије су:
1. Геохемија изотопа: Одређивање релативних и апсолутних концентрација хемијских елемената и њихових изотопа у земљи и на њој.
2. Проучавање дистрибуције и кретања елемената у различитим деловима земље (у кори, мантлу, хидросфери итд.) и у минералима са циљем да се утврди скривени систем дистрибуције и кретања.
3. Космохемија: Анализа дистрибуције елемената и њихових изотопа у свемиру.
4. Органска геохемија: Наука о улози процеса и састава који су настали од живих организама или оних који су некада живели.
5. Примена у студијама заштите животне средине, хидролошким и и минералошким проучавањима.

Сматра се да је да је Виктор Годшмит отац модерне геохемије, основне идеје је развио у серији публикација од 1922-ге под називом „Geochemische Verteilungsgesetze der Elemente“.

## Историја
Израз геохемија први пут је употребио швајцарско-немачки хемичар Кристијан Фридрих Шјонбејн 1838: „требало би покренути компаративну геохемију, пре него што геохемија постане геологија, и пре него што се открије мистерија постанка наших планета и њихове неорганске материје.” Међутим, током остатка века уобичајенији израз је био „хемијска геологија”, и није било много контаката између геолога и хемичара.
Геохемија се појавила као посебна дисциплина након што су основане велике лабораторије, почевши од Геолошког завода Сједињених Држава (USGS) 1884. године, који је започео систематска истраживања хемије стена и минерала. Главни хемичар USGS-а, Франк Виглсворт Кларк, приметио је да се елементи генерално смањују у количинској заступљености са повећањем њихове атомске тежине, и сумирао је свој рад на заступљености елемената у публикацији с насловом Геохемијски подаци.
Састав метеорита је истраживан и упоређиван са земаљским стенама већ 1850. Године 1901. Оливер К. Фарингтон је поставио хипотезу да би, иако постоје разлике, релативне заступљености ипак требале бити исте. Ово је био почетак поља космохемије, које је у многоме допринело ономе што се зна о формирању Земље и Сунчевог система.
Почетком 20. века, Макс фон Лауе и Вилијам Лоренс Браг показали су да се распршивање рендгенских зрака може користити за одређивање структуре кристала. Током 1920-их и 1930-их, Виктор Голдшмит и сарадници са Универзитета у Ослу применили су ове методе на многе уобичајене минерале и формулисали скуп правила за груписање елемената. Голдшмит је ово дело објавио у серији Geochemische Verteilungsgesetze der Elemente („Геохемијски закони расподеле елемената”).‍:2

## Потпоља
Нека потподручја геохемије су:
- Водена геохемија проучава улогу различитих елемената у сливовима, укључујући бакар, сумпор, живу, и како се елементарни токови размењују кроз атмосферско-копнено-водене интеракције.[8]
- Биогеохемија је поље истраживања које се фокусира на утицај живота на хемију Земље.[9]
- Космохемија укључује анализу дистрибуције елемената и њихових изотопа у космосу.[2]
- Изотопска геохемија укључује одређивање релативних и апсолутних концентрација елемената и њихових изотопа у Земљи и на површини Земље.[10]
- Органска геохемија, проучавање улоге процеса и једињења која потичу од живих или некада живих организама.[11]
- Фотогеохемија је проучавање хемијских реакција изазваних светлошћу које се дешавају или могу настати међу природним компонентама Земљине површине.[12]
- Регионална геохемија укључује апликације у истраживању животне средине, хидролошким и минералним истраживањима.[13]

## Хемијски елементи
Градивни блокови материјала су хемијски елементи. Они се могу идентификовати по њиховом атомском броју Z, који је број протона у језгру. Елемент може имати више вредности за N, број неутрона у језгру. Збир ових бројева је масени број, који је отприлике једнак атомској маси. Атоми са истим атомским бројем, али различитим неутронским бројевима називају се изотопи. Дати изотоп је идентификован словом за елемент којем претходи наднатпис за масени број. На пример, два уобичајена изотопа хлора су 35 и 37Cl. Постоји око 1700 познатих комбинација Z и N, од којих је само око 260 стабилних. Међутим, већина нестабилних изотопа се не јавља у природи. У геохемији се стабилни изотопи користе за праћење хемијских путева и реакција, док се радиоактивни изотопи првенствено користе за датирање узорака.‍:13–17
Хемијско понашање атома - његов афинитет према другим елементима и тип веза које формира - одређен је распоредом електрона у орбиталама, нарочито најудаљенијим (валентним) електронима. Ови аранжмани се одражавају на положај елемената у периодном систему.‍:13–17 На основу положаја, елементи спадају у широке групе алкалних метала, земноалкалних метала, прелазних метала, полуметала (такође познати као металоиди), халогени, племенити гасови, лантаноиди и актиноиди.‍:20–23
Још једна корисна шема класификације за геохемију је Голдшмитова класификација, која елементе сврстава у четири главне групе. Литофили се лако комбинују са кисеоником. Ови елементи, који укључују , , , , ,  и , доминирају у Земљиној кори, формирајући силикате и друге оксиде. Сидерофилни елементи имају афинитет према гвожђу и имају тенденцију да се концентришу у језгру. Халкофилни елементи формирају сулфиде; а атмосферски елементи (и племенити гасови) доминирају атмосфером. Унутар сваке групе, неки елементи су ватростални, остају стабилни на високим температурама, док су други испарљиви, лакше испаравају, те их загревање може одвојити.‍:23

## Диференцирање и мешање
Хемијски састав Земље и других тела одређују два супротна процеса: диференцијација и мешање. У Земљином омотачу долази до диференцијације на средњеокеанским гребенима океана делимичним топљењем, при чему више ватросталних материјала остаје у подножју литосфере, док се остатак диже да би формирао базалт. Након што се океанска плоча спусти у плашт, конвекција на крају меша два дела заједно. Ерозија диференцира гранит, одвајајући га у глину на дну океана, пешчар на ивици континента и растворене минерале у океанским водама. Метаморфизам и анатекса (делимично топљење камених кора) могу поново помешати ове елементе. У океану биолошки организми могу изазвати хемијску диференцијацију, док се растварањем организама и њиховог отпада може поново мешати материјал.‍:23–24

### Фракционисање
Главни извор диференцијације је фракционисање, неједнака расподела елемената и изотопа. Ово може бити резултат хемијских реакција, фазних трансформација, кинетичких ефеката или радиоактивности.‍:2–3 У највећој мери, планетарна диференцијација је физичко и хемијско раздвајање планете на хемијски различите регионе. На пример, земаљске планете су формирале језгра богата гвожђем и омотаче и коре богате силикатима. У Земљином омотачу, примарни извор хемијске диференцијације је делимично топљење, нарочито близу средњеокеанског гребена.‍:68,153 То се може догодити када је чврста супстанца хетерогена или у чврсти раствор, и део растопа се одвоји од чврсте материје. Процес је познат као равнотежно или шаржно топљење, ако чврста супстанца и растоп остану у равнотежи до тренутка уклањања растопа, и фракционо или Рејлијеово топљење ако се растоп континуирано уклања.
Изотопско фракционисање може имати форме зависне и независне од масе. Молекули са тежим изотопима имају ниже енергије основног стања и стога су стабилнији. Као резултат тога, хемијске реакције показују малу зависност од изотопа, при чему тежи изотопи преферирају врсте или једињења са вишим оксидационим стањем; а у фазним променама тежи изотопи се концентришу у тежим фазама. Фракционисање зависно од масе највеће је у лаким елементима, јер је разлика у масама већи део укупне масе.
Односи између изотопа се генерално упоређују са стандардом. На пример, сумпор има четири стабилна изотопа, од којих су два најчешћа 32 и 34.‍:98 Однос њихових концентрација, R=34S/32S, приказан је као
{\displaystyle \delta {}^{34}\mathrm {S} =1000\left({\frac {R}{R_{\mathrm {s} }}}-1\right),}
где је Rs исти однос за стандард. Пошто су разлике мале, однос се множи са 1000 да би се добили делови по хиљади (називају се делови по мил). Ово је представљено симболом ‰.‍:55

#### Равнотежа
Равнотежно фракционисање се јавља између хемикалија или фаза које су у равнотежи једна са другом. У равнотежном фракционисању између фаза, теже фазе преферирају теже изотопе. За две фазе A и B, ефекат се може представити фактором
{\displaystyle a_{\mathrm {A-B} }={\frac {R_{\mathrm {A} }}{R_{\mathrm {B} }}}.}
У фазном прелазу течност-пара за воду, al-v на 20 °C је 1,0098 за 18O и 1,084 за 2H. Генерално, фракционисање је веће на нижим температурама. На 0 °C, фактори су 1,0117 и 1,111.‍:59

#### Кинетика
Када не постоји равнотежа између фаза или хемијских једињења, може доћи до кинетичког фракционисања. На пример, на интерфејсу између течне воде и ваздуха, напредна реакција је појачана ако је влажност ваздуха мања од 100% или се водена пара помера ветром. Кинетичко фракционисање је генерално побољшано у поређењу са равнотежним фракционисањем и зависи од фактора као што су брзина реакције, реакциони пут и енергија везе. С обзиром да лакши изотопи углавном имају слабије везе, они теже брже реагују и обогаћују продукте реакције.‍:60
Биолошко фракционисање је облик кинетичког фракционисања, јер реакције имају тенденцију да се одвијају у једном смеру. Биолошки организми преферирају лакше изотопе, јер су нижи трошкови енергије при прекидању енергетских веза. Поред претходно наведених фактора, околина и врсте организма могу имати велики утицај на фракционисање.‍:70